# SIP-Telefon
SIP-Telefone sind ein Typ von Telefonen, die auf Voice over IP basieren und dazu das Session Initiation Protocol (SIP) nutzen. Das Gespräch wird dabei in einzelnen Datenpaketen über das Internet versendet. SIP-Telefone können als Einzelgerät (Hardphone), Telefonadapter plus klassisches Telefon oder als Softwarelösung (Softphone) auf einem PC oder Smartphone realisiert sein. Es existieren sowohl leitungsgebundene (meist Ethernet) als auch schnurlose (meist WLAN oder DECT) Varianten.

## Eigenschaften und Funktionen

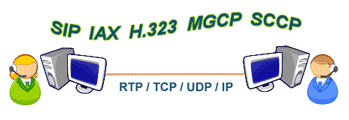
Die verwendeten Hauptprotokolle bei Voice-over-IP

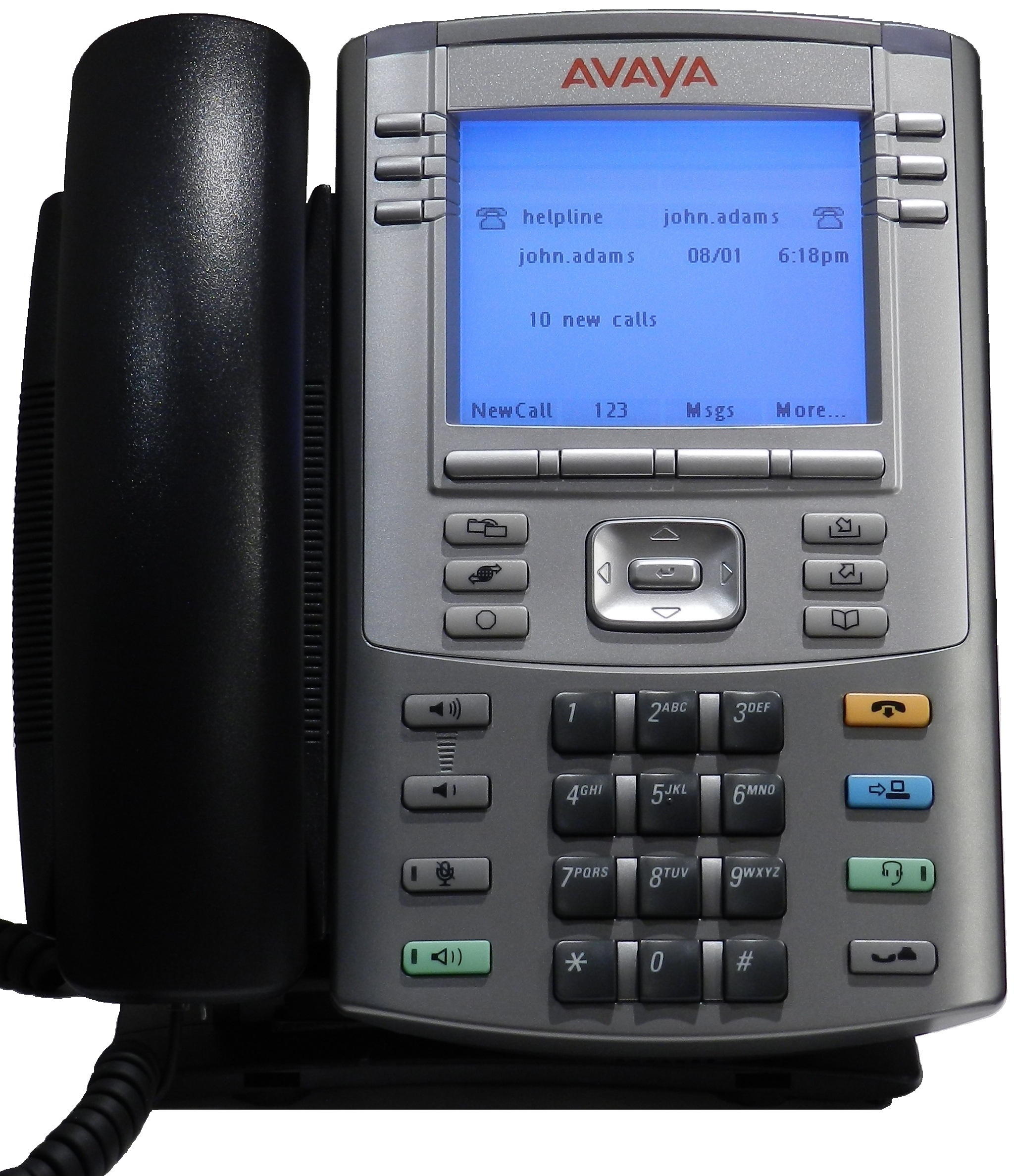
IP-Telefon vom Typ 1140E von Avaya

Die Lösung als Hardphone lässt sich wie ein gewöhnliches Telefon bedienen und sieht auch so aus. Außer Telefonnummern lassen sich auf SIP-Telefonen auch SIP-Adressen (auch URI genannt) wählen, die genau wie E-Mail-Adressen geformt sind und das Schema-Präfix sip: tragen, zum Beispiel sip:info@muster.de. Ist die SIP-Adresse des Gesprächspartners bekannt, so kann diese direkt statt der Rufnummer im Telefon eingegeben werden. Voraussetzung ist, dass das Telefon oder die Software die Eingabe einer alphanumerischen SIP-Adresse unterstützt.
Unterstützt der SIP-Client, also ein Hard- oder Softphone, das ENUM-Look-up-Verfahren, so wird nach der Wahl der Telefonnummer vom SIP-Client bei einer Registrierstelle überprüft, ob für die gewählte Rufnummer ein SIP-URI-Eintrag vorliegt. Ist dies der Fall, so wird das Gespräch mit dem hinterlegten SIP-URI-Eintrag hergestellt; man spricht vom echten ENUM Look-up (public ENUM Look-up). Das Gespräch läuft folglich komplett als IP-Gespräch. Ein ENUM Look-up kann auch durch einen VoIP-Provider ausgeführt werden, jedoch unterstützen nicht alle Provider diese Funktion. Einige Provider beschränken dies auf eigene Mitglieder oder auf Mitglieder ihrer Partner-Provider; man spricht hierbei von keinem echten ENUM Look-up (private ENUM Look-up). Dies bedeutet, dass ein Gespräch als normales Festnetzgespräch abgerechnet werden kann, obwohl ein SIP-Telefon angewählt wurde. Beim ENUM Look-up wird hierbei die gewählte E.164-Rufnummer in eine korrespondierende ENUM-Domain umgewandelt. Diese Domain wird über den Resolver nach NAPTR Resource Records durchsucht. Die Auswertung dieser Resource Records ergibt einen oder mehrere URI, unter dem/denen der gewünschte Service der angegebenen Domain bzw. Telefonnummer angesprochen werden kann.
Das LAN kann zur Übertragung der Telefonate genutzt werden, wodurch die separate Verkabelung von Telefonleitungen überflüssig wird und dadurch Kosten eingespart werden können. Mit Power over Ethernet (PoE) fallen auch zusätzlich erforderliche Stromkabel für Bürotelefone weg.
SIP-Telefonie ist für eine weltweite Verwendung ausgelegt und benutzt deswegen in der Regel auch im nationalen Gebrauch internationale Adressformate. Beispielsweise könnte der Anschluss beliebig auf der Welt immer unter der gleichen Telefonnummer erreicht werden. So kann für ein SIP-Telefon eine geographische Telefonnummer für London zugeteilt sein, das SIP-Telefon registriert sich jedoch zum Beispiel in Stuttgart. Wird die Londoner Nummer angerufen, so meldet sich das SIP-Telefon in Stuttgart. Diese Funktionalität einer Mobilität wird gerade in IMS basierten Multimedianetzen der nächsten Generation verwendet.
Eine Auswahl an sogenannten Codecs erlaubt eine Übertragung von Sprache in verschiedenen Qualitätsstufen. Dies kann von Handy-Qualität mit dem GSM-Codec bis hin zu HiFi-Qualität mit Wideband-Codecs wie iLBC und dem G.722-Standard, welcher auch von UMTS-Endgeräten verstanden wird, reichen. Siehe auch HD-Telefonie.

## Nachteile
Seit Ende 2004 dürfen deutsche VoIP-Provider keine geographischen Rufnummern mehr an ihre Kunden vergeben, falls diese nicht auch in diesem Rufnummernbereich einen Wohnsitz haben. Als Ausgleich wurde hierfür seit Beginn 2005 eine eigene Rufnummerngasse mit der Vorwahl 032 zur Verfügung gestellt. Gleiches gilt für Österreich, hier sind es die Rufnummerngassen 0720 Teilnehmernummern für standortunabhängige Rufnummern und 0780 Teilnehmernummern für konvergente Dienste (ENUM).
Eine sehr restriktive Firewall kann die Konfiguration erschweren und macht die Nutzung manchmal ganz unmöglich. Eine gleichmäßige und hohe Sprachqualität kann allerdings dank QoS i. d. R. selbst dann garantiert werden, wenn eine hohe Auslastung durch andere Dienste vorliegt.
Notrufnummern:
- (110, 112) – lokale Dienststelle: Notrufnummern sind bei vielen Anbietern nur eingeschränkt nutzbar und laufen oft nicht zu den nächsten Dienststellen, sondern zu einer vom Provider festgelegten.
- (110, 112) – Röchelruf: Falls der Anrufer nicht mehr sprechen kann (sog. Röchelanrufe) ist die Übertragung der Adressdaten an die Dienststelle besonders wichtig. Bei nomadischer Nutzung des VoIP-Anschlusses muss der Kunde seinen Standort dem Anbieter nennen, damit dieser die Adresse im Notruffall weiterleiten kann. Die Aktualisierung der Notrufadresse kann bei vielen Anbietern nicht vorgenommen werden. Nimmt man seinen VoIP-Anschluss mit in den Auslandsaufenthalt, ergibt sich keine Zuständigkeit für die deutschen Notrufdienste mehr. Die Möglichkeit, Signalisierung und Nutzlast (z. B. Sprache) zu verschlüsseln, ist nicht immer gegeben, was Abhören wesentlich erleichtert. Abhilfe können – so verfügbar – SRTP (Sprache, Video), ZRTP (Schlüsselaustausch) und TLS (Signalisierung) verschaffen.

## Synonyme
- SIP-User-Agent (UA)
- SIP-Client
- SIP-Endgerät